# Чарлс Текер
Чарлс Патрик Текер (енгл. Charles Patrick Thacker, 26. фебруар 1943. — 12. јун 2017) био је амерички научник из области рачунарства који је 2009. године добио Тјурингову награду.